# Ryan Nyambe
Ryan Simasiku Nyambe (Katima Mulilo, 4 december 1997) is een Namibisch-Engels voetballer die als verdediger speelt. Hij komt uit voor Derby County en het Namibisch voetbalelftal.

## Carrière
Nyambe doorliep heel zijn jeugdopleiding bij Blackburn Rovers FC, bij deze club maakte hij op 11 augustus 2015. Blackburn verloor de wedstrijd met 1-2 tegen Shrewsbury Town FC. Hij speelde meer dan 200 wedstrijden voor de club, maar scoorde nooit.
In 2022 verkaste hij naar Wigan Athletic voor één jaar. In september 2023 sloot hij aan bij Derby County.

## Interlandcarrière
Nyambe maakte zijn interlanddebuut op 9 juni 2019 tegen Ghana, Namibië wist de wedstrijd met 1-0 te winnen.
In die zelfde maand nam Namibië deel aan de Afrika Cup dat plaats vond in Egypte. Nyambe speelde in alle 3 de groepswedstrijden, deze werden allemaal verloren (Marokko 0-1, Zuid-Afrika 0-1 en Ivoorkust 1-4), Namibië was dus uitgeschakeld.